# Сенюков, Михаил Васильевич
Михаи́л Васи́льевич Сенюко́в (7 ноября 1934 — 23 ноября 1981) — советский отоларинголог, онколог. Доктор медицинских наук, профессор. Руководитель отделения радиационной отоларингологии Института медицинской радиологии (1974—1981). Основоположник советской научной школы радиационной отоларингологии.

## Биография
Михаил Сенюков родился 7 ноября 1934 года.
С 1965 года до преждевременной смерти в 1981 году работал в Институте медицинской радиологии (ИМР) в Обнинске.
В 1974 году организовал и возглавил отделение радиационной отоларингологии, создав новую научную школу.
Умер 23 ноября 1981 года.

## Научная деятельность
Занимался разработкой вопросов использования ионизирующего излучения в диагностике и лечении воспалительных и опухолевых заболеваний ЛОР-органов. Создал новое направление в онкорадиологии, основанное на применении различных средств, повышающих радиочувствительность злокачественных новообразований верхних дыхательных путей. По результатам этих исследований впоследствии было защищено 3 докторских и 10 кандидатских диссертаций.

## Наследие
Созданная Михаилом Сенюковым научная школа получила продолжение в работах и деятельности Вячеслава Андреева и его учеников.
После смерти Сенюкова в 1981 году созданное им отделение радиационной отоларингологи было поглощено отделением дистанционной лучевой терапии, руководимом Юрием Мардынским. Однако в 1987 году оно было воссоздано с новым названием — отделение лучевого и хирургического лечения заболеваний верхних дыхательных путей — под руководством Вячеслава Андреева.
Коллектив Андреева занимается разработкой методов повышения эффективности консервативного и комбинированного лечения больных со злокачественными новообразованиями верхних дыхательных путей за счёт совершенствования методик самостоятельной и предоперационной лучевой терапии в сочетании с использованием химических и физических средств повышения радиочувствительности опухолей, а также различных по объёму хирургических вмешательств, в том числе органосберегающих. Андреевым и его учениками опубликовано более 250 научных работ, в том числе 3 монографий, и 5 изобретений. Ими разработаны оригинальные методики использования постоянного магнитного поля и низкоинтенсивного инфракрасного лазерного излучения с целью радиосенсибилизации опухолей головы и шеи. Наиболее известные последователи научной школы Сенюкова — К. Г. Филиппов, Алексей Иглин, Бакыт Шаимбетов, Наталья Молоткова, Владимир Панкратов, Виталий Рожнов, Светлана Вдовина, Марина Буякова, Владимир Барышев и др.

## Участие в профессиональных и общественных организациях
- Член правления Всесоюзного общества отоларингологов[1]
- Член Комитета по опухолям головы и шеи при Всесоюзном обществе онкологов[1]
- Член правления Калужского областного общества отоларингологов[1]
- Председатель Общества ЛОР-врачей города Обнинска[1]

### Публикации Михаила Сенюкова

#### Статьи
- Сенюков М. В. К вопросу о происхождении ушной перилимфы // Вестник оториноларингологии. — 1966. — № 2. — С. 15—20.
- Сагалович Б. М., Сенюков М. В. Динамика проницаемости гематолабиринтного барьера для радиоактивного фосфора // Бюлл. экспер. биол.. — 1968. — № 10. — С. 18—20.
- Сенюков М. В., Голдобенко Ю. С., Мардынский Е. Ф. и др. Тактика и результаты комбинированного лучевого и хирургического лечения больных раком гортани // Медицинская радиология. — 1983. — № 9. — С. 17—22.

#### Патенты
- Сенюков М. В., Мардынский Ю. C., Андреев В. Г. Способ лечения вазомоторных ринитов (Патент SU 655395). 1979.

### О Михаиле Сенюкове
- Бердов Б. А., Шавладзе З. Н., Коноплянников А. Г., Гулидов И. А. МРНЦ — 50 лет: клинический радиологический сектор (прошлое и настоящее) // Радиация и риск (Бюллетень Национального радиационно-эпидемиологического регистра). — 2012. — Т. 21, вып. 3. — С. 25.